# Львувек-Шльонський (гміна)
Гмі́на Льву́век-Шльо́нський (пол. Gmina Lwówek Śląski) — місько-сільська гміна у південно-західній Польщі. Належить до Львувецького повіту Нижньосілезького воєводства.
Станом на 31 грудня 2011 у гміні проживало 18049 осіб.

## Площа
Згідно з даними за 2007 рік площа гміни становила 240.37 км², у тому числі:
- орні землі: 64.00%
- ліси: 26.00%

Таким чином, площа гміни становить 33.86% площі повіту.

## Населення
Станом на 31 грудня 2011:
| Опис     | Загалом | Загалом | Чоловіки | Чоловіки | Жінки | Жінки |
| -------- | ------- | ------- | -------- | -------- | ----- | ----- |
| одиниця  | осіб    | %       | осіб     | %        | осіб  | %     |
| все      | 18049   | 100     | 8820     | 48.87    | 9229  | 51.13 |
| міське   | 9435    | 100     | 4505     | 47.75    | 4930  | 52.25 |
| сільське | 8614    | 100     | 4315     | 50.09    | 4299  | 49.91 |

## Сусідні гміни
Гміна Львувек-Шльонський межує з такими гмінами: Болеславець, Грифув-Шльонський, Любомеж, Новоґродзець, Пельґжимка, Варта-Болеславецька, Влень.